# Coenoryctoderus candezei
Coenoryctoderus candezei är en skalbaggsart som beskrevs av Lansberge 1880. Coenoryctoderus candezei ingår i släktet Coenoryctoderus och familjen Dynastidae. Inga underarter finns listade i Catalogue of Life.